# STS-88
STS-88はスペースシャトル・エンデバーによる国際宇宙ステーション建設の初飛行ミッションであり、スペースシャトル93回目のミッションにあたる。

## ミッション内容
国際宇宙ステーション計画の主要構成区画である基本機能モジュール「ザーリャ」をアメリカ合衆国がロシア連邦より受け取るミッションである。

## ミッションのハイライト
「ザーリャ」は米国側の結合区画であるノードモジュール「ユニティ」にロボットアームを使ってドッキングする。その後、船外活動では、「ザーリャ」と「ユニティ」の電力ケーブルや通信ケーブルを接続したり、断熱ブランケットを取り外す作業を行う。ドッキングを解除した後、国際宇宙ステーションの管制業務がモスクワ管制センターからジョンソン宇宙センターの宇宙ステーション管制センターに移管される。

## 乗組員
- ロバート・カバナ（英語版） (4) - 船長
- フレドリック・スターカウ (1) - 操縦手
- ジェリー・ロス (6) - ミッションスペシャリスト
- ナンシー・J・カリー (3) - ミッションスペシャリスト
- ジェームズ・ニューマン (3) - ミッションスペシャリスト
- セルゲイ・クリカレフ (4) - ミッションスペシャリスト ロシア RSA

※ かっこ内の数字は、今回を含めたフライト経験数。